# Jules Borelli
Jules Borelli (Marsella, 17 de marzo de 1852 - ib., 12 de febrero de 1941) fue un explorador y fotógrafo francés.

## Biografía

### Primeros años
Nació en una familia de la alta burguesía marsellesa, originaria del Piamonte. Fue el último de los diez hijos de Jérôme Borelli y Marie-Flavie Maxime de Roux. Estudió en París, se embarcó como grumete a los quince años en una goleta con destino a San Francisco, y luego en un barco ballenero que quedó atrapado en el hielo al norte del estrecho de Bering. Regresó a Francia en 1873.

### Viajes por el mundo
Entre 1874 y 1877 realizó varios viajes marítimos, en los que recorrió las islas de La Reunión y Mauricio, las costas de la India, el Cabo de Buena Esperanza, la isla de Santa Elena, las Azores y Madagascar. Entre 1878 y 1880 visitó las costas del Sáhara y Senegal, viajó por el Mediterráneo y el mar Negro, visitó el Cáucaso, el mar Caspio, el sur de Rusia, los principados del Danubio y regresó a Francia pasando por Austria.

### Exploraciones en África

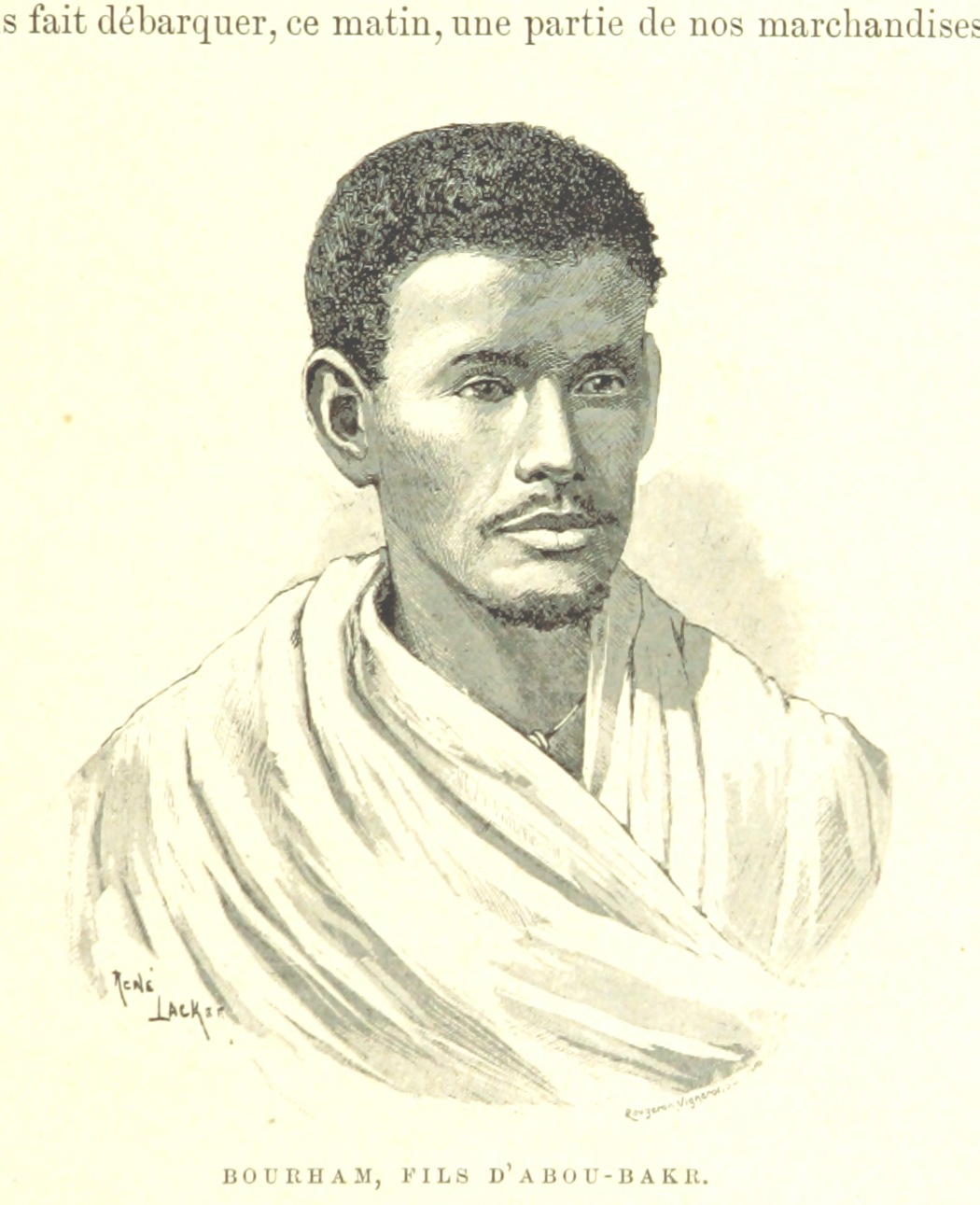
Bourham, hijo de Abou-Bakhr, por René Jacker para Éthiopie méridionale

A finales de 1883, se unió a su hermano, Octave Borelli, consultor jurídico en El Cairo. En marzo de 1885 obtuvo una misión de exploración al este de África. Desde Adén, partió en abril de 1886 con un cargamento de fusiles destinados a Menelik II, en esos momentos rey de Shoa. Borelli permaneció allí durante diez meses. Menelik lo envió a la ciudad costera de Tadjourah y, a través del valle del río Awash, llegó a Entoto, en las alturas de la actual Addis Abeba.
En febrero de 1887 conoció a Arthur Rimbaud en Ankober. En marzo de 1887, Borelli exploró varios montes, como el volcán extinto Zuqualla, el monte Kundudo y el Wechacha. A finales de abril, abandonó Entoto con Arthur Rimbaud, regresando a esta ciudad en junio después de haber pasado por Harar.
Borelli partió de Entoto en noviembre de 1887 rumbo a El Cairo, en un viaje que duró tres años. Llegó al río Awash, subió al volcán Dendi y descubrió dos lagos en su cráter. Exploró las fuentes del Awash y los afluentes del Abaï. Pasó por Jimma y observó el curso del río Omo. Ya en 1888 visitó las cataratas Ghibie y el lago Abijatta). Fue atacado en junio de 1888 por un pueblo de la región de Oromia. Llegó a Harar, donde fue hospedado por Arthur Rimbaud en septiembre de ese año. Viajó hasta Zeilah, desde allí a Adén, Obock y Suez, consiguiendo finalmente llegar a El Cairo.
A su regreso a Francia, Borelli se instaló en Marsella y se dedicó a la pintura de paisajes, practicando el estilo postimpresionista.

## Obras
Realizó numerosos estudios de geografía física, meteorología, etnografía y lingüística, así como ochocientas fotografías de los lugares visitados y de las personas encontradas. Por estas contribuciones al conocimiento de la región etíope, en 1890 recibió la medalla de oro de la Sociedad Geográfica de París y ese mismo año fue nombrado caballero de la Legión de Honor.
En 1890 publicó Éthiopie méridionale. Journal de mon voyage aux pays Amhara, Oromo et Sidama y en 1899 apareció su libro Itinéraire de mon voyage aux pays Oromo et Sidama. Observations sur le cours de l'Omo. En sus libros, presentó los resultados de sus estudios sobre las costumbres y lenguas de los pueblos amhara, oromo y sidama. También aportó su estudio de la cuenca del río Omo, su curso y sus afluentes, afirmando, con razón, que el Omo desemboca en el lago Chambara (hoy lago Turkana).